# Menandru

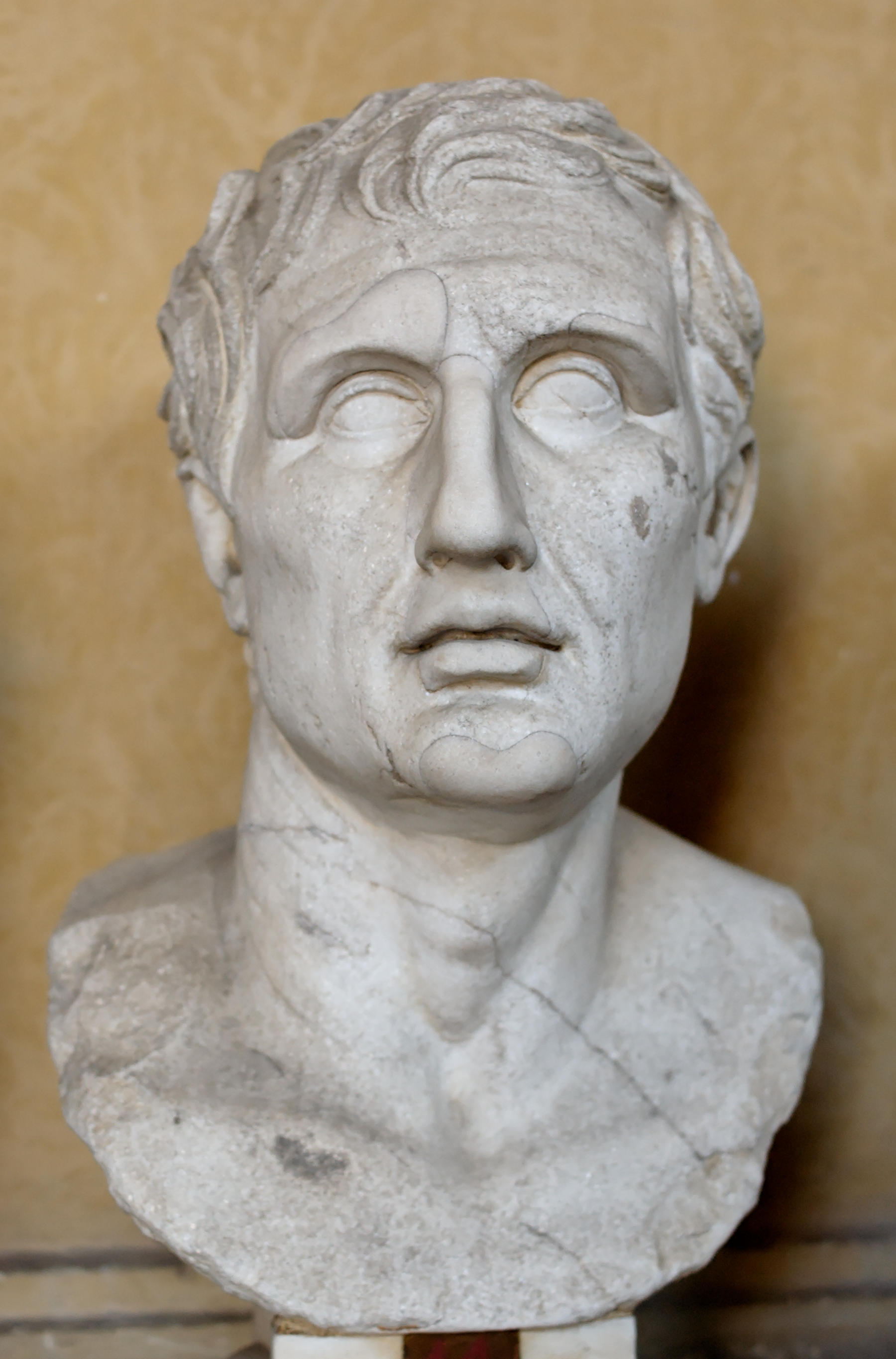
Bustul lui Menandru

Menandru (greacă: Μένανδρος, Menandros) (n. anii 340 î.Hr., Kephisia⁠(d), Erechtheis⁠(d), Atena clasică – d. anii 290 î.Hr., Freattyda⁠(d), Administrația descentralizată a Atticii⁠(d), Grecia) a fost un poet dramatic grec și principalul reprezentant al comediei noi (a cărei perioadă cuprinde aproximativ intervalul 336 - 250 î.Hr.). Aduce importante inovații comediei clasice, renunțând la cor și mărind numărul personajelor. A compus peste o sută de comedii, prima realizând-o la vârsta de 22 de ani. I-a influențat pe Plaut și pe Terențiu, iar acesta din urmă chiar i-a copiat comediile. Cea mai mare parte a textelor sale a fost descoperită în prima jumătate a secolului al XX-lea, până atunci moștenirea sa literară constând în câteva sute de versuri independente, cu caracter sentențios. De asemenea, el menționează în lucrările sale unele date cu privire la neamul geților. Menandru a fost elevul lui Teofrast.

## Opera
Menandru a impus comedia nouă, de caracter, ale cărei caracteristici constau în investigarea vieții particulare, a adevărului uman durabil, în schițarea psihologiilor tuturor claselor sociale, surprinse în mecanismul relațiilor cotidiene. Piesele sale, păstrate fragmentar, sunt brodate de obicei în jurul unei realități morale și a fabulei erotice, unesc forța patetică a jocului sentimentelor cu deliberarea interioară a personajelor. De asemenea, sunt dominate de o simpatie comică și ironie, voiciune dramatică și suplețea limbajului ce notează diferențele de ton, precum și o profundă întelegere a omului.
El respectă tradiția, dar este și un inovator: comedia sa conține un prolog rostit de un zeu sau de un personaj alegoric, este curentă împărțirea în cinci acte, personajele sunt exponentele galeriei umane contemporane, folosirea monometriei, clișeele tipologice sunt păstrate (curtezana, tânărul de origine nobilă, tatăl mizantrop, sclavul iscusit etc.), însă fixările sunt mai subtile, comicul de caracter este predominant, dragostea constituie subiectul, dar există mai puțină licențiozitate, sunt frecvente formulările sentențioase, se remarcă un conținut etic.

### Lucrările
- Mizantropul (Dyskolos) - descoperită în 1957, aproape în întregime.
- Arbitrajul (Epitrepontes),
- Fata din Samos (Samiana),
- Fata cu cosița tăiată (Perikeiromene)
- Omul din Sikyon (Sikyonios) - din care s-au descoperit fragmente.

### Mizantropul
Acțiunea se petrece la File, în apropierea Atenei. Prologul este rostit de zeul Pan, care prezintă premisele acțiunii: Knemon, un bătrân ciufut, locuiește în apropierea grotei zeului împreună cu tânara sa fiică, părăsit de soție și de fiul său, Gorgias. Zeul îi inspiră unui tânăr orășean aflat la vânătoare o pasiune puternică pentru frumoasa fată. După această introducere, urmează acțiunea propriu-zisă: tînărul orășean, pe nume Sostratos, dorește să se căsătoarească cu frumoasa fată și își trimite înainte sclavul, să-l anunțe pe bătrânul Knemon. Acesta îl ia la goană și apoi îl alungă și pe Sostratos. Singurul care îl sprijină este Gorgias. Mama tânărului Sostratos, ca urmare a unui vis, își trimite doi sclavi să aducă un sacrificiu zeului Pan și nimfelor. Knemon îi alungă și pe ei când vin să împrumute o ulcică. Bătrana sclavă a lui Knemon, șireată, pe când se afla la fântână, scapă înăuntru, ca din întâmplare gâleata, apoi și o sapă. Knemon coboară în fântână ca să le recupereze și e cuprins de spaimă, pentru că nu mai poate ieși. Gorgias și Sostratos îl scot de acolo, și, recunoscător, e de acord să fie încheiate două căsătorii: a fiicei lui cu Sostratos și a lui Gorgias cu sora acestuia. Sclavii pregătesc ospățul care va urma sacrificiului închinat lui Pan și unirii celor patru tineri, iar Knemon, consecvent cu sine, bombăne mai departe, spre hazul acestora.

## Descoperire
În Biblioteca Vaticanului s-au găsit de curând doua sute de versuri ale poetului grec Menandru, dupa cum preciza ziarul Osservatore Romano. Descoperirea îi aparține unui tânăr italian specialist în manuscrise grecești, Francesco D’Ainto, și reprezintă un adevarat mic tezaur pentru istoricii literaturii vechi. Este vorba despre câteva fragmente dintr-o opera a poetului comic Menandru, contemporanul lui Epicur, care a trăit la Atena cu trei secole înainte de Hristos. Deși încă lizibil, el n-a fost descifrat și se pare că este un fragment dintr-o comedie rămasă până acum necunoscută, însă  personajele sunt tipice comediei poetului.